# Resimaguina norma
Resimaguina norma är en insektsart som beskrevs av Victor Antoine Signoret 1853. Resimaguina norma ingår i släktet Resimaguina och familjen dvärgstritar. Inga underarter finns listade i Catalogue of Life.